# لغة خاسية
اللغة الخاسية وهي من اللغات الأسترو آسيوية، يتكلم بها العديد في ولاية ميغالايا في الهند من قبل السكان الخاسيس القومية، اللغة الخاسية وهي من عائلة اللغات الأسترو آسيوية وفيها أيضا بعض الكلمات من اللغة الموندية والتي بها في بعض مناطق شرق ووسط الهند .
يتكلم هذه اللغة حوالي 865000 نسمة أغلبهم يعيشون في ولاية ميغالايا، كما أنه يوجد من يتكلم بهذه اللغة في ولاية آسام في شرق الهند وفي بنغلاديش أيضا، وفي هذه اللغة دخلت الكثير من المفردات الأوروبية فيها بسبب تواجد الأوروبيين في تلك المناطق.